# Angkatan 45
Angkatan 45 (z indonez. „pokolenie 45”) – indonezyjska grupa literacka,  powstała po proklamowaniu niepodległości Indonezji (sierpień 1945). Wyrosła na gruncie walk o niepodległość i reformy społeczne.
Twórcą grupy był poeta Chairil Anwar. Grupa odegrała zasadniczą rolę w rozwoju współczesnej literatury indonezyjskiej, łącząc wpływy zachodnie z rodzimą tradycją. Przestała istnieć po 1949 r.